# 沃爾納特 (喬治亞州)
沃爾納特（英語：Walnut）是位於美國喬治亞州蘭普金縣的一個鬼鎮。由於此地已於1933年被荒廢，本地已無人居住。

## 地理
沃爾納特的座標為34°40′20″N 83°55′21″W / 34.67222°N 83.92250°W，而該地的平均海拔高度為515米（即1690英尺）。